# Knud Møller (musiker)
 Der er flere personer med dette navn, se Knud Møller.
Knud Møller er en dansk musiker. Han er uddannet på Nordjysk Musikkonservatorium i 1979 på Musikpædagogisk linje med violin. Han spiller guitar i flere bands og har tidligere bl.a. spillet sammen med Johnny Madsen. Han blev i 2008 kåret som Danmarks bedste guitarist.
Han var en del af den vinter-turnerende akustiske trio, der bestod af Johnny Madsen, Henrik From og Knud selv, hvor han leverede flotte guitarsoli.

## Links
1. ↑  Knud er landets ypperste guitarist ekstrabladet.dk 17. december 2008